# Lamberto di Frisinga
Lamberto di Frisinga, in tedesco Lantpert von Freising (Ebersberg, 895 circa – Frisinga, 19 settembre 957), è stato un vescovo tedesco.

## Agiografia
Proveniva dalla famiglia dei conti di Ebersberg.
Secondo la leggenda nel 937 egli avrebbe avvolto in una nebbia la zona del duomo di Frisinga, proteggendola così dalla distruzione che avrebbe subito a causa dell'invasione degli ungari. Sotto il suo periodo di vescovato, Frisinga avrebbe goduto del diritto di battere moneta. Il suo nome compare fra i partecipanti ad un sinodo imperiale svoltosi ad Augusta nel 952. Nel 955 ebbe luogo la battaglia di Lechfeld, che, con la vittoria di Ottone I contro gli ungari, segnò la fine delle incursioni di questi ultimi nel territorio della diocesi.

## Culto
Lamberto viene venerato in Baviera ancor oggi come santo e le sue reliquie sono custodite fin dal 1973 nella cripta della Cattedrale di Frisinga. Egli è patrono di due chiese parrocchiali nella sua diocesi: una in Milbertshofen-Am Hart, a Monaco di Baviera e quella a lui dedicata a Lerchenfeld (Frisinga). La sua memoria viene ricordata il 19 settembre.